# Centimetr krychlový
Centimetr krychlový je jednotka objemu, značená cm³, patřící do soustavy SI jako násobek odvozené jednotky. Jeden centimetr krychlový je objem krychle s délkou hrany 1 centimetr.
1 cm³ = 10−6 m³
1 cm³ = 10−3 dm³ = 10−3 litru
Jméno je složeninou předpony soustavy SI centi (= setina) a názvu základní jednotky metr, s přívlastkem krychlový jako označení objemové jednotky.
Centimetr krychlový je totožný s jednotkou mililitr.
Místo značky cm³ se někdy (v anglofonních zemích, zvláště v lékařství a automobilismu) používá značka cc, popř. ccm (cubic centimetre).
Pro porovnání s dalšími řádově stejnými objemy viz 1 E-6 m³.